# Sladojevo Kopito
Sladojevo Kopito (en serbe cyrillique : Сладојево Копито) est un village du centre du Monténégro, dans la municipalité de Danilovgrad.

## Démographie

### Évolution historique de la population
| 1948 | 1953 | 1961 | 1971 | 1981 | 1991 | 2003 |
| ---- | ---- | ---- | ---- | ---- | ---- | ---- |
| 202  | 284  | 150  | 134  | 124  | 233  | 549  |